# علم السلوك العصبي

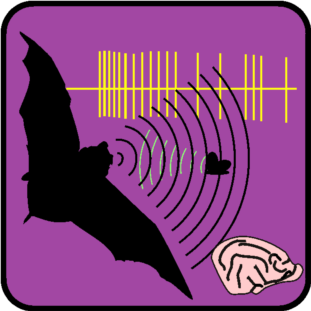
الرصد بالصدى في الخفاش هو أحد النماذج في علم السلوك العصبي

علم السلوك العصبي (بالإنجليزية: Neuroethology)‏ هو النهج التطوري والمقارن لدراسة سلوكيات الحيوانات وآليات التحكم الكامنة وراءها في الجهاز العصبي المركزي. يُعتبر علم السلوك العصبي علمًا متعدد التخصصات فيجمع كلًا من العلوم العصبية (دراسة الجهاز العصبي) وعلم السلوك الحيواني (دراسة سلوك الحيوانات في الظروف الطبيعية). تتجلى إحدى السمات المركزية لعلم السلوك العصبي في تركيزه على السلوكيات التي فضلها الاصطفاء الطبيعي (على سبيل المثال، إيجاد الزوج المناسب، والتنقل، والتحرك وتجنب المفترس) بدلًا من السلوكيات العائدة إلى حالة مرضية محددة أو تجربة مخبرية، الأمر الذي يميزه عن الفروع الأخرى لعلم الأعصاب.
يتطلع علماء السلوك العصبي إلى كشف المبادئ الرئيسية للجهاز العصبي من خلال دراسة الحيوانات ذات السلوكيات المتخصصة أو المتضخمة. يسعى هؤلاء إلى فهم كيفية ترجمة الجهاز العصبي للمنبهات ذات الصلة حيويًا وتحويلها إلى سلوك طبيعي. على سبيل المثال، تمتلك العديد من الخفافيش القدرة على تحديد الموقع بالصدى، إذ تستخدمه في إمساك الفريسة والتنقل. غالبًا ما يُستشهد بالجهاز السمعي لدى الخفافيش كمثال على كيفية تحويل الخصائص السمعية للأصوات إلى خرائط حسية من السمات ذات الصلة حيويًا للأصوات.

## التطبيق على التكنولوجيا
يساعد علم السلوك العصبي على إحداث تقدم في التكنولوجيا من خلال الفهم المتقدم للسلوك الحيواني. أمكن تعميم العديد من الأنظمة النموذجية من خلال دراسة الحيوانات البسيطة وذات الصلة بالإنسان. على سبيل المثال، اكتُشفت الخريطة المكانية القشرية العصبونية لدى الخفافيش، التي تشكل عنصر مؤازرة متخصص بالسمع والتنقل، ما ساهم في توضيح مفهوم الخريطة المكانية الحاسوبية. بالإضافة إلى ذلك، أدى اكتشاف الخريطة المكانية لدى بومة المصاصة إلى إيجاد المثال العصبوني الأول في نموذج جيفريس. يتميز هذه الفهم بقابلية ترجمته إلى فهم التموضع المكاني لدى الإنسان، الذي يُعد بدوره إحدى الثدييات القريبة من الخفاش. في الوقت الحالي، أمكن تطبيق المعرفة المستمدة من علم السلوك العصبي في التكنولوجيات الحديثة. على سبيل المثال، استخدم راندال بير وزملاءه الخوارزميات المتعلمة من سلوك المشي لدى الحشرات بهدف إنشاء روبوتات مصممة للمشي على سطوح غير مستوية (بير وآخرون). يساهم كل من علم السلوك العصبي من جهة والتكنولوجيا من جهة أخرى بشكل ثنائي الاتجاه في بعضهما البعض.
يسعى علماء السلوك العصبي لفهم الأساس العصبي للسلوك بنفس الطريقة التي يحدث بها في بيئة الحيوان الطبيعية، لكن تنحصر التقنيات المستخدمة في التحليل العصبي الفيزيولوجي على المختبر ولا يمكن إجراؤها في وضع الميدان الطبيعي. يواجه علم السلوك العصبي تحديًا جراء هذا الانقسام بين الدراسات الميدانية ودراسات المختبر. من المنظور العصبي الفيزيولوجي، يجب تصميم التجارب بشكل متلائم مع عناصر الضبط والدقة الموضوعية، ما يتعاكس مع منظور علم السلوك الحيواني – الذي يشمل تطبيق التجربة على الحالة الطبيعية للحيوان غير القابلة للضبط، أو المعرضة للديناميكيات البيئية المختلفة. تتجلى إحدى الأمثلة على ذلك في تطوير والتر رودولف لتقنية تحفيز الدماغ البؤرية بهدف اختبار تحكم الدماغ في الوظائف النمائية لدى القطط بالإضافة إلى السلوكيات الأخرى. على الرغم من اعتبار هذه التقنية تقدمًا كبيرًا في التقنيات والقدرات التكنولوجية، رفض كثير من علماء السلوك العصبي استخدامها نتيجة إضرارها بالحالة العصبية للقطط منذ البداية، ما أثر سلبًا على عقلها وأضاع قيمة تشابه التجربة مع الحالات الحقيقية.
إن تجاوز العقبات الفكرية المماثلة لتلك من شأنه الوصول إلى العصر الذهبي لعلم السلوك العصبي، من خلال التركيز على أشكال السلوك البسيطة والمتينة، ومن خلال تطبيق النهج العصبية الحيوية الحديثة بهدف استكشاف السلسلة الكاملة للآليات العصبية والحسية الكامنة وراء هذه السلوكيات (زوبانك 2004). سمحت التكنولوجيا الحديثة لعلماء السلوك العصبي بوصل الأقطاب الكهربائية مع أجزاء شديدة الحساسية من الحيوان، كالدماغ، أثناء تفاعله مع بيئته. أعلن مؤسسو علم السلوك العصبي عن هذا الفهم وأدرجوا التكنولوجيا والتصميم التجريبي الإبداعي. منذ ذلك الحين، سمحت التطورات التكنولوجية، غير المباشرة منها حتى، مثل الآلات المشغلة بواسطة البطاريات والآلات المقاومة للماء، لعلماء السلوك العصبي بمحاكاة الظروف الطبيعية في المختبر مع دراستهم السلوكيات موضوعيًا. بالإضافة إلى ذلك، استطاع علماء الأعصاب تسجيل سلوكيات الحيوانات خلال أدائها في بيئات طبيعية بفضل الأقطاب الكهربائية اللازمة لتضخيم الإشارات العصبية ونقلها عبر مسافة محددة. قد تشكل التكنولوجيات الناشئة تتمة لعلم السلوك العصبي، ما من شأنه رفع جدوى هذا المنظور القيم من الفيزيولوجيا العصبية الطبيعية.
تتمثل إحدى التحديات الأخرى، ومن المحتمل إحدى أجزاء جمال علم السلوك العصبي، في التصميم التجريبي. تبرز قيمة المعايير العصبية السلوكية الحيوانية موثوقية هذه التجارب، إذ تمثل هذه الاكتشافات السلوك الناشئ في البيئات التي تطورت منها. يتنبأ علماء السلوك العصبي بمزيد من التطورات المستقبلية من خلال استخدام التكنولوجيات والتقنيات الحديثة، مثل العلوم العصبية الحاسوبية، وطب الأعصاب والغدد الصم وعلم الوراثة الجزيئي، التي تحاكي البيئات الطبيعية.